# سایکلون (دی‌سی کامیکس)
سایکلون (به انگلیسی: Cyclone) با نام اصلی مکسین هانکل، یک شخصیت خیالی در کتاب‌های کامیک آمریکایی منتشر شده توسط دی‌سی کامیکس است. شخصیت سایکلون توسط نویسنده مارک وید، جف جانز و طراحان الکس راس و دیل ایگلزهام خلق شده‌است؛ که برای اولین بار در شمارهٔ ۱ از جامعه عدالت آمریکا در دسامبر ۲۰۰۶ حضور پیدا کرد. او نوهٔ گردباد سرخ اصلی و یکی از اعضای تیم ابرقهرمانی جامعه عدالت آمریکا به‌شمار می‌رود. مکسین توانایی کنترل باد را دارد و قادر به احضار ذهنی سایکلون و گردباد، و شلیک قدرتمند انفجاری هوا است. او همچنین با سوار شدن بر روی جریان باد، قادر به پرواز در هوا است.
سایکلون در دنیای توسعه‌یافته دی‌سی و در فیلم بلک ادم (۲۰۲۲) با نقش‌آفرینی کوئینتسا سوئیندل حضور دارد.